# Lepthyphantes pratorum
Lepthyphantes pratorum är en spindelart som beskrevs av Lodovico di Caporiacco 1935. Lepthyphantes pratorum ingår i släktet Lepthyphantes och familjen täckvävarspindlar. Inga underarter finns listade i Catalogue of Life.